# 45H busz (Debrecen)

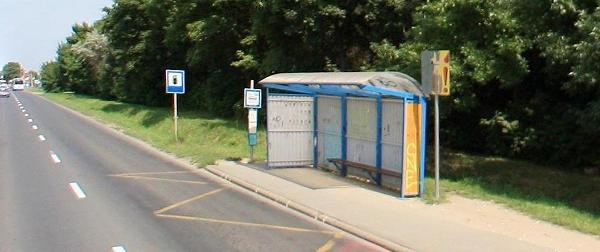
Vincellér utca

A debreceni 45H jelzésű busz a Vincellér utca és  Haláp között közlekedik. Útvonala során érinti a belvárost, Tócós kertet, a Tescót, a Segner teret, a Mechwart András Szakközépiskolát, a helyközi autóbuszállomást, a kistemplomot, a Csokonai Színházat, a Hajdú-Bihar Vármegyei Földhivatalt, a Bányai Júlia Általános Iskolát, Debrecen-Szabadságtelep vasúti megállóhelyet, a Zsuzsi kisvasutat, a Kondorosi Csárdát, Kondorost, Fancsikát, Csereerdőt, a nagycserei iskolát, a nagycserei fatelepet, a nagycserei orvosi rendelőt, a halápi útőrházat, a Halápi Csárdát és Halápot.  A 45H jelzésű járatokon felül közlekednek más autóbuszok is, a 45-ös buszok a Vincellér utca és Kondorosi Csárda között közlekedik, illetve a Kondorosi Csárda és Haláp között közlekedik a 37-es busz is.
Jelenlegi menetrendje 2011. augusztus 15-től érvényes.

## Járművek
A viszonylaton Alfa Cívis 12 szóló buszok közlekednek.

## Útvonala
| Vincellér utca – Haláp | Haláp– Vincellér utca |
| --- | --- |
| - Vincellér utca - István út - Kishegyesi út - Nyugati utca - Széchenyi utca - Kossuth utca - Faraktár utca - Vámospércsi út - 48-as út - Fancsika - Csererdő - Nagycsere - Haláp | - Haláp - Csererdő - Nagycsere - Fancsika - 48-as út - Vámospércsi út - Faraktár utca - Kossuth utca - Széchenyi utca - Nyugati utca - Kishegyesi út - István út - Vincellér utca |

## Járatsűrűség
A járatok minden nap a Vincellér utcától 4.10-kor és 22.30-kor közlekedik. Halápról mindennap 4.45-kor és 23.05-kor közlekedik.
Pontos indulási idők itt:
37/45H
45/45H